# 埃斯佩斯-安迪兰
埃斯佩斯-安迪兰（法語：Espès-Undurein，法語發音：[ɛspɛs œ̃dyʁɛ̃]）是法国大西洋比利牛斯省的一个市镇，属于奥洛龙-圣玛丽区。该市镇于1842年由原市镇埃斯佩斯（Espès）和安迪兰（Undurein）合并而成。

## 地理
埃斯佩斯-安迪兰（43°16'16"N, 0°52'44"W）面积9.78 平方千米，位于法国新阿基坦大区大西洋比利牛斯省，该省份为法国东南部省份，涵盖了贝阿恩与北巴斯克，西临大西洋比斯開灣，北至朗德省，东北接热尔省，东临上比利牛斯省，南与西班牙接壤。
与埃斯佩斯-安迪兰接壤的市镇（或旧市镇、城区）包括：艾尼亚尔普、阿鲁-伊托罗茨-奥拉伊比、阿拉斯特-拉尔比约、沙尔、下沙里特、维奥多斯-下阿邦斯。
埃斯佩斯-安迪兰的时区为UTC+01:00、UTC+02:00（夏令时）。

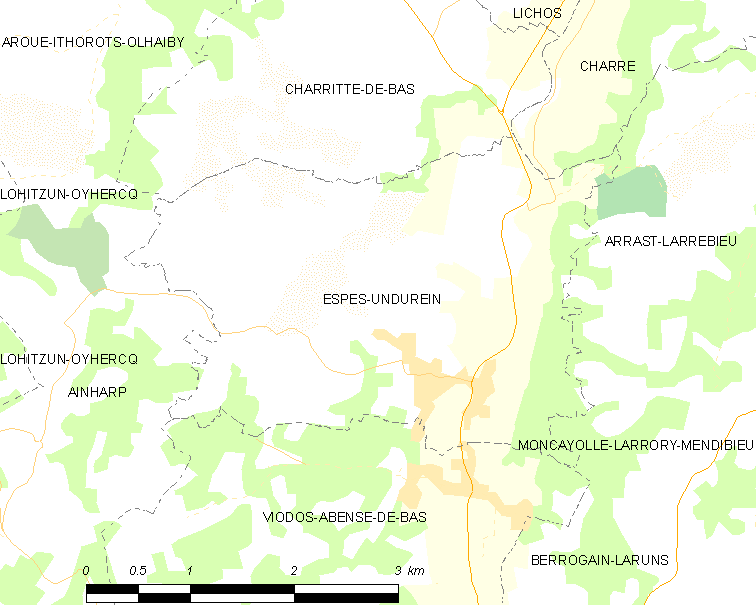
埃斯佩斯-安迪兰的OSM定位图

## 行政
埃斯佩斯-安迪兰的邮政编码为64130，INSEE市镇编码为64214。

## 政治
埃斯佩斯-安迪兰所属的省级选区为巴斯克山地县。

## 人口

1962-2008年间埃斯佩斯-安迪兰人口变化图示

埃斯佩斯-安迪兰于2022年1月1日时的人口数量为501人。